# ネオナチ
ネオナチ（英語: neo-Nazism、ドイツ語: Neonazismus）とは、極右民族主義を源流とする第二次世界大戦後の政治運動・組織の総称である。ネオナチは、極右政治と右翼過激主義の特定の形態と見なされている。この項目では狭義的ネオナチと広義的ネオナチについて取り扱う。
キャスリーン・ゲイは、ネオナチはナチスと同一、また類似したイデオロギーを利用し、白人至上主義などの人種的優位性を促進し、反ユダヤ主義やイスラム恐怖症、アジア人迫害、黒人差別などの人種的および民族的優位性を拡大させ、場合によってはファシスト思想を拡大していくとしている。
国際ジャーナリストの河合洋一郎は、ナチス・ドイツ支持、アドルフ・ヒトラー崇拝を思想の中心に掲げる団体の狭義のネオナチと、外国人排斥、民族的純血主義など「現代社会においても適用可能な主張」を中心に据え、武力闘争を含む過激な活動を行なう政治的集団の「広義のネオナチ」に別けられるとし、この「広義のネオナチ」が欧州の若者を中心に勢力を拡大しているとしている。
民族主義・超国家主義による極右過激思想から派生して誕生した「ネオナチ」は、原義的な「ネオナチ」とは違いユダヤ人か否かも関係なく、人種を問わず欧米に多岐に存在し、これら政治組織、軍事組織、テロ組織等は、アメリカ合衆国国務省、連邦捜査局（FBI）、国際連合人権高等弁務官事務所（OHCHR）、公安調査庁等が警告している。
米人権団体「南部貧困法律センター」（SPLC）の上級リサーチアナリストのキャシー・ミラー博士は、ネオナチは国際的なネットワークを有していると語っている。
米国務省からテロ組織登録されているウクライナのナショナリズム（民族主義）組織「C14」や、CIAによって軍事過激派宗教組織とみなされているインドのヒンドゥー・ナショナリズム団体民族義勇団（RSS）とその傘下であるヴィシュワ・ヒンドゥー教区（VHP）なども「ネオナチ」と呼ばれている。
ウクライナ政府は、また「ネオナチが正規軍に組み込まれている世界で唯一の国」としてNATOやEU加盟国より批判されていたが、2022年ロシアのウクライナ侵攻後、「ネオナチ」の問題をロシア連邦政府による侵攻プロパガンダとされ、日本などではウクライナ政府とネオナチ組織の関係性は陰謀論であると報道された。ロヒンギャ問題やQアノン問題などを追うルポライターの清義明や米国ユダヤ系ニュースメディア「フォーワード」、米紙ワシントン・ポスト等は、 「この論考が侵略戦争を支持したり、正当化する目的で書かれていないことを明記しておく。」とした上で、危険水域に達しているウクライナの極右・ネオナチ問題がホワイトウォッシングされていると指摘。ユダヤ系フランス人の歴史学者エマニュエル・トッドはネオナチ問題に関しても記述した「第三次世界大戦はもう始まっている」を著した。

## 広義的ネオナチ

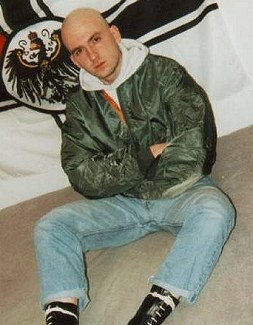
ネオナチスキンヘッド（ドイツ、テデスコ、2005年）

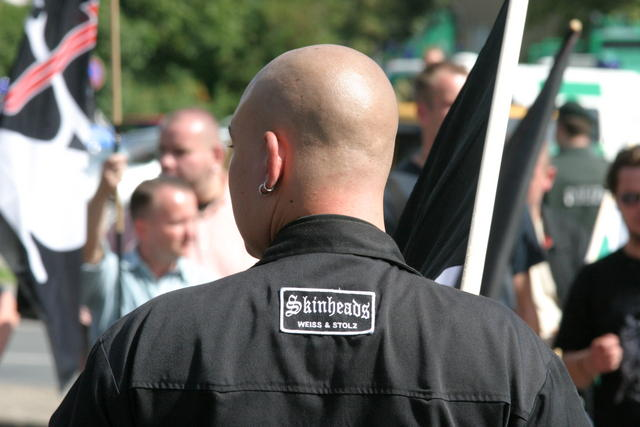
白人至上主義のホワイトパワースキンヘッド（ドイツ、2006年8月）

国際ジャーナリストの河合洋一郎は、ナチス・ドイツ支持、アドルフ・ヒトラー崇拝、ホロコースト否認を思想の中心に掲げる団体の狭義のネオナチと、外国人排斥、民族的純血主義など「現代社会においても適用可能な主張」を中心に据え、武力闘争を含む過激な活動を行なう政治的集団の「広義のネオナチ」に別けられるとし、この「広義のネオナチ」が欧州の若者を中心に勢力を拡大しているとしている。
白人至上主義、アジア人排斥主義、イスラム教徒排斥主義、移民排斥主義、LGBT排斥主義等、オリジナルであるナチズムを原初としていない極右過激主義思想を持つ組織等を「ネオナチ」と呼ぶ、また自称している場合もあり、これらネオナチ思想（極右過激主義）の政治組織、軍事組織、テロ組織等は（ユダヤ人か否かも関係なく）人種を問わず、欧米に多岐に存在するとアメリカ合衆国国務省、連邦捜査局（FBI）、国際連合人権高等弁務官事務所（OHCHR）、公安調査庁等が警告している。
キャスリーン・ゲイは、ネオナチはナチスと同一、また類似したイデオロギーを利用し、白人至上主義などの人種的優位性を促進し、反ユダヤ主義やイスラム恐怖症、アジア人迫害などの人種的および民族的優位性を拡大させ、ファシスト思想を形成していくとしている。

## 欧米での極右過激主義・ネオナチ問題
欧米諸国では極右、白人至上主義者によるテロが目立つ状態である。
1960年代後半から1970年代後半にかけて英国で出現した、白人至上主義者や反ユダヤ主義等の過激な民族主義より派生して生まれたネオナチ、「スキンヘッド」の問題は、欧米で根深い問題となっている。
2000年代にはロシアのスキンヘッドによる中国人をはじめとするスラブ人以外の人種への襲撃事件が多発しており、特に4月20日のアドルフ・ヒトラーの誕生日前後の時期には日本側も注意報を出している。
2011年11月には、ドイツ東部チューリンゲン州を拠点にしている「国民社会主義地下組織（National Socialist Underground、NSU）」を名乗るネオナチの男女3人により、2000年から2007年までにトルコ系男性8人、ギリシャ系男性1人、ドイツ人女性警察官1人の計10人を連続殺人した容疑が発覚した。銀行強盗の容疑で追われていた男2人が自殺し、1人残った女性のベアテ・チェーペ（Beate Zschaepe）が自首し、家宅捜索したことで発覚した。ネオナチを名乗るグループの大規模連続殺人が明るみに出たのは初であり、メルケルドイツ首相は「ドイツの恥だ」と非難した。その後、2013年5月6日に、10人を殺害した連続殺人事件に関する裁判が開始された。この事件に関連して、ドイツ内務省傘下の情報機関である連邦憲法擁護庁（BfV）の要員が事件関連のファイルを破棄していたことが発覚し、ハインツ・フロム（Heinz Fromm）長官が引責辞任するなど、治安当局と極右勢力の間に密接な繋がりがあるのではないかとの疑念が渦巻いている。
2015年以降よりドイツでは多くのシリア難民が流入した事により活発となっている。国際反テロセンターによると、ドイツでは2016年だけで極右による暴力事件が1600件にのぼり、このうち放火が113件、火炎ビンなど爆発物を用いた事件が10件を占めた。ドイツの諜報機関、連邦憲法擁護庁（BfV）によると、昨年段階でドイツ国内には2万4100人の右翼活動家がおり、そのうち1万2700人は「暴力的」と報告されている。2018年に当局は1000丁以上の銃器を極右活動家から没収したが、極右の過激化は収まっておらず、移民やその権利を擁護する政治家などを標的にした「死のリスト」も作成されている。ドイツ東部では「ドイツ人同士の格差や差別を解消するために」という民族の一体性を強調し、異なる形で国家による救済を望み、武器を購入する市民が増加するという極右化と、ネオナチ団体の台頭が指摘されている。
2018年、ウクライナのネオナチ・ナショナリズム組織「S14（C14）」は、国家主義的なヘイトグループであるとしてアメリカ合衆国国務省によって認定された。C14をネオナチと呼んで批判したジャーナリストは訴えられ、2019年8月の判決により有罪となっている。英国ベリングキャットはこれについて「ウクライナの裁判所がネオナチをネオナチと呼ぶことを禁じた」と報じた。。
2017年に公開されたネオナチのプロパガンダ映画「Europa: The Last Battle」は、名誉毀損防止同盟により「第二次世界大戦に関する歴史修正主義的作品」と認定された。
2019年時点では、ドイツでは移民への寛容を説くドイツ人が凶弾に倒れる事件も発生している。今年6月、ヘッセン州のヴォルター・リュブケ州議が自宅そばで銃殺された。リュブケ議員は難民の受け入れを支持し、極右から脅迫状を受け取っていた。逮捕されたステファン・エルンスト容疑者はドイツ国家民主党の支持者とみられている。
日本の公安調査庁や国際連合人権高等弁務官事務所（OHCHR）等は、「欧米諸国で高まる極右過激主義者の脅威」として、過激なナショナリズムを推進するネオナチ思想を有する欧米の組織や政府機関等を危険視している。

## インターネット並びにSNS台頭後の問題
1990年代からアメリカ国内や国外の極右民族主義、白人至上主義などのネオナチは早期にインターネットを利用し、2000年代前半に登場したFacebookやYouTubeなどのSNSメディアを有効利用し始めた。連邦捜査局（FBI）は、この1990年代から2000年代前半の期間は電子メール等の利用を禁ずる等の情報管理を行っていた為、これら過激な民族主義者を追いきれない、また取り締まり切れない状況になっていった。
Netflixの番組「偽りなき偽りのデジタル社会」では、極右過激思想（ネオナチ）の発信方法はインターネット台頭以降変化したとしている。FacebookやYouTube等のSNSのアルゴリズムは、相手に見せるべき有益な情報を選択して見せてはおらず、視聴する側が興味を引く物を見せる「広告成功への最適化」の状態にある。現在でもホワイトパワー・スキンヘッドの様に剃り込みを入れ、また十字マークの刺青を入れるなどの見た目での発信をする物達等もいるが、現在はスーツを着込むなどによって姿や言動を健全に見せた状態で、オルタナ右翼や平和主義、愛国主義などを自称して他国民や自国民に発信する手法をとるとしている。
2022年のイーロン・マスクによるTwitterの買収以前、Twitterはこの種のネオナチコンテンツを制限しようとしていた。しかしマスクによる買収以降、Twitterは言論の自由を理由にリチャード・B・スペンサーのような著名なネオナチ指導者がTwitter Blueに加入することを認め、さらにネオナチコンテンツの隣にマイクロソフト、アドビ、ウォルト・ディズニー・カンパニーなどの大企業や有名ブランドの広告が表示される状態にあり、『憎悪に満ちた行為を描いたメディア』のポリシーに違反している状態だと指摘されている。

## 該当組織
- ザ・ベイス（The Base） - 2018年6月、「ノーマン・スピア」と 「ローマンウルフ」というペンネームを使用するアメリカ人、「リナルド･ナザロ」によって設立された[52]。米国、カナダ、オーストラリア、南アフリカ、ヨーロッパで活動している[53]。また、カナダ、イギリス、オーストラリア、ニュージーランドではテロ組織登録されている[54][55][56][57]。「The Base」は、現在は存在しない「Iron March」と呼ばれるウェブフォーラムによってつくられた、国際的ネオナチ・ネットワークから出現した地下組織としては一番新しい団体である[18]。ナザロは数十年間で最も暴力的なネオナチのテログループのリーダーであり、2014年にはアメリカ国防総省から雇われ、イラクや中東地域を標的とした活動、またテロ対策で米国の特殊部隊統合特殊作戦コマンド（SOCOM）でアメリカ国防総省の請負業者としてと協力関係も持っていた[52]。FBIとペンタゴンで働いていたナザロは、米国政府が秘匿にしている最高機密情報を所持しているとされている[58]。ナザロはサバイバリストのトレーニングキャンプとして使用するために、2018年に米国ワシントン州で数ブロックのオフグリッドの土地を購入したと報告されている[58][59]。2020年1月には全米でのFBIによる強制捜査により、そのメンバーのうち7人が逮捕され、暗殺、ゴーストガン（幽霊銃）の製造、列車の脱線、銃乱射事件などの陰謀が阻止されたとしている[60]。しかし同年の6月、The Baseの幹部たちが若い志願者を面接をし、若者を過激化させる方法を話し合う様子が、米人権団体「南部貧困法律センター（SPLC）」が入手した音声の一部から確認された[60]。「The Baseが世界中の白人至上主義者を団結させ、人種戦争を扇動しようとしている」と米連邦捜査局（FBI）は警戒しているが、ナザロ自身はそれらを否定している[60]。また、ナザロは目標として「全世界に我々の協力者を募り、拠点を設立する。」としている[61]。
- アイアンマーチ（Iron March） - かつて存在していた、2011年にインターネット掲示板上から生まれたとされる極右、ネオファシスト、ネオナチによるウェブプラットフォーム[62][63]。北欧の「北欧レジスタンス運動」やギリシャの「ゴールデン・ダウン」、ウクライナの「アゾフ連隊」、イギリスの「ナショナル・アクション」、イタリアの「カーサパウンド・イタリア」などのネオナチ、ネオファシストの過激派組織のプラットフォームとして存在していた[64]。FBIの全国的な捜査対象となっているアメリカの「ザ・ベイス」や「アトムヴァッフェン・ディビジョン」などはこのサイトから誕生したとされる[18]。ウェブサイトは2017年年11 月に閉鎖されたが、2018年2月まではアイアン・マーチ関連のDiscordサーバーが存在していた[65]。2019年2月、アイアンマーチの悪質なプロパガンダを継続したサイト「ファシスト・フォーギ」が閉鎖された[66]。
- オルタナドットコム（Alterna.com） - アメリカで最も著名なネオナチ指導者であるリチャード・B・スペンサーが2017年に立ち上げたWebサイト[67]。スペンサーは白人によるハイチ人の奴隷化と米国の人種的少数派の民族浄化を主張しており 、さらにアメリカ・ナチ党創設者ジョージ・リンカーン・ロックウェルの政治戦術への賞賛の意を表明している[68][69]。同年にはスペンサーの指示の下、ロバート・E・リーの銅像撤去を求める市議会の投票に反対し、松明をともした抗議活動を先導した。スペンサーとデヴィッド・デュークスは、群衆を率いて「あなたは私たちの代わりにはならない」と「血と土」のシュプレヒコールを上げた人々の中にいた[70]。マイケル・シグナー シャーロッツビル市長は抗議活動を「恐ろしい」と呼び、抗議活動を「KKKの時代を思い起こさせる」とし、少数派に恐怖を植え付ける意図があったと述べた[70]。
- ナショナル・アクション - 2016年に極右組織としては、初めて反テロ法に基づき非合法化し、禁止団体に指定された集団[71]。イギリスを拠点としている[71]。現在は所属するだけで最長禁錮10年の実刑判決を受けるが、現役の陸軍兵士が所属していた[71]。その参加者のひとりは同団体に所属していた罪で逮捕され、禁錮3年が言い渡された[71]。
- アゾフ連隊（旧名・アゾフ大隊） - 「2014年ウクライナでの親ロシア派騒乱」以降、マリウポリやその周辺で活動を展開するウクライナ政府直属のウクライナ国家親衛隊。当初から白人至上主義者のタトゥーをいれ、エンブレムはナチスのトーテムコップ（髑髏マーク）や「黒い太陽」などナチス的なシンボルを旗に掲げていた為、長年ネオナチと目されている[71][72]。2016年10月18日にウクライナ西部で開催されたLGBT映画イベントが50人のアゾフ大隊のメンバーに攻撃され2人の男性が軽症を負ったとラジオ・フリー・ヨーロッパにて報道され、LGBT活動家のオレーナ・シェフチェンコは「ウクライナ警察は暴行を防ぐ為に何もしてくれなかった。」と主張した[73]。2019年にニュージーランドで発生した「クライストチャーチモスク銃乱射事件」の首謀者もアゾフ大隊に接触していたとの報道もあったが、その真偽のほどは明らかになっていない[71]。アメリカの政治専門紙であるザ・ヒルは、2022年2月24日からのロシアのウクライナ侵攻を問題視しつつ、「これはロシアのプロパガンダではありません」として、ユダヤ系の人権団体サイモン・ウィーゼンタール・センターが過去にアゾフ連隊の兵士がネオナチであると報じている事を解説した[72]。2022年2月27日、アゾフ連隊の兵士が豚の脂肪を弾丸に塗りながら、「親愛なるイスラム教徒の兄弟たち、私たちの国では、あなたは天国に行かないだろう。あなたは天国に入ることが許されない。家に帰ってください。」等と述べる動画がウクライナ国家親衛隊のTwitter公式アカウントに投稿[74]。国際連合人権高等弁務官事務所（OHCHR）は、「これは豚肉を食のタブーとするイスラム教徒への差別であり、ウクライナの国家親衛隊がネオナチを賞賛したものだ」として批判している[75]。
- ナショナル・コー（国民軍団） - 2016年に設立された、ウクライナの白人至上主義・ネオナチ極右政党[76][77][78][79]。2018年時点での党員数は1万人から1万5000人[80]。党の中心的な支持基盤は、ウクライナ国家親衛隊の傘下にあるネオナチのアゾフ大隊の古参兵と、アゾフ大隊に所属する民間の非政府組織であるアゾフ市民軍団のメンバーである[81]。2018年、国家主義的なヘイトグループであるとアメリカ合衆国国務省によって認定された[82][83][84]。
- 社会民族会議（SNA） - 2008年にウクライナで設立された、ウルトラナショナリストとネオナチの急進的な組織とグループの集団である[85][86]。社会民族主義のイデオロギーを共有し、ウクライナに社会民族主義を構築することを理念としている[85][86]。ウクライナの政治の極右に位置し、「ウクライナの愛国者」を中心に活動している。中心人物にアンドリー・ビレツキーがいる[85][86]。2013年11月下旬、社会民族会議と「ウクライナの愛国者」は、右派セクターの形成に繋がった他のいくつかのウクライナの極右グループとの関係を築いた[86]。社会民族会議はまた、全ウクライナ連合「自由」と、ナショナリスト政党「ノヴァ・シラ」のリーダーであるユーリー・ズビトニエフに近いと報告されている[87][88]。社会民族会議の活動は主にキーウを拠点としている[86]。
- C14 - ウクライナのネオナチ・ナショナリズム組織[89][90][91]。青年スポーツ省から資金供与され「愛国教育プロジェクト」を主催しており、そのなかで子供たちの教育訓練キャンプを行っている[72]。アゾフとともに退役軍人省が主催する審議会のメンバーでもある[72]。このC14は米国務省からテロ組織と指定されている極右組織であり、警察と協力してキエフの自警組織もつくっている[72]。なお、このグループの名称の「14」というのはネオナチや白人至上主義者の有名な暗語である[72]。彼らは数々の治安犯罪を犯してきたが、国や地方行政と癒着し、公然と活動してきた[72]。2018年、ナショナル・コーと並び、国家主義的なヘイトグループであるとアメリカ合衆国国務省によって認定された[82][83][84]。C14をネオナチと呼んで批判したジャーナリストは訴えられ、2019年8月の判決により有罪となっている[72][89]。英国ベリングキャットはこれについて「ウクライナの裁判所がネオナチをネオナチと呼ぶことを禁じた」と報じ、司法とネオナチグループとの癒着が強く疑われている[72][89]。
- ホワイトパワー・スキンヘッド - 1960年代後半から1970年代後半にかけて英国で出現した、極右民族主義や狂信的な愛国主義によるウルトラナショナリズムから発生した、国際的に最も有名な白人至上主義から発生したネオナチのグループ並びに個人である[92]。その後1980年代から1990年代にヨーロッパ、ロシア、北米に広がっていった[93]。「スキンヘッド」という言葉は、ネオナチの暗語である[94]。クー・クラックス・クラン（KKK）等の他組織からも参加、またギャング組織や個人での活動も行っており、活動の歴史も長く根深い社会問題となっている[95][93][96]。映画『SKIN／スキン』では、スキンヘッドからの脱却を試みる若者を描いている[97]。
- ドイツ国家民主党（NPD）- バイエルン州内務省の見解によるとナショナリスティックで、ドイツ憲法に敵対的で、人種差別的であるとされる[98]。「ドイツ国家民主党」（NPD）は，1964年に結成された極右政党。人種主義的な国家主義を唱えるとともに、ドイツの国境線を1937年時点に戻すことなどを要求している[99]。結成後西ドイツの一部の州議会で議席を獲得するなどしてきたが、東西ドイツ統一を経て現在は旧東ドイツでも勢力を伸ばしているとされる[99]。ドイツ連邦憲法擁護庁は、「2011年度年次報告書」（英語要旨版）において，NPDが極右過激主義の領域で中心的地位を占め続けていると指摘した[99]。2011年11月には、2000年から2007年にトルコ系移民ら少なくとも10人を殺害したとして、「国家社会主義地下運動」（NSU）を称するネオナチの女が逮捕されたが、同月に同犯人らに銃器及び弾薬を提供したとして、NPDの元報道担当が逮捕された（NPDと犯人らの間に組織的なつながりはなかったとみられている）[99]。2015年公開の映画「帰ってきたヒトラー」では、彼らの拠点にゲリラ取材するシーンが登場する[100][101]。
- 民族義勇団（RSS） -  国父ガンジーを暗殺したナトラム・ゴドセを輩出した事で知られるインドのヒンドゥー至上主義の極右団体[102]。インドにおける過激なイスラム差別などを行っている[102]。RSSはナチスと同一の選民思想や歴史修正主義を有しているとされる[103][104]。第18代インド首相のナレンドラ・モディもRSS出身である[105]。RSSは「ガンジーもネールもイスラム教徒に弱腰でヒンドゥー教徒を苦しめた」と非難し、ガンジーの暗殺者を愛国者とした教科書に書き換えさせるなどしている[105]。オーストラリアのニューサウスウェールズ州上院議員デビッド・シューブリッジは、ニューサウスウェールズ州議会で極右ヒンズー教組織ラシュトリヤ・スワヤムセヴァク・サング（RSS）と、その傘下でありCIAによって軍事過激派宗教組織とみなされている右翼ヒンズー教組織ヴィシュワ・ヒンドゥー教区（VHP）がもたらす脅威について問題を提起し、彼らを「ネオナチ」と呼び「これらのネオナチグループは政府の監視の対象になっているのか、もし監視されている場合、どのような対応がなされるのか」と質問した[106]。

## 狭義的ネオナチ

### ドイツ本国における現状

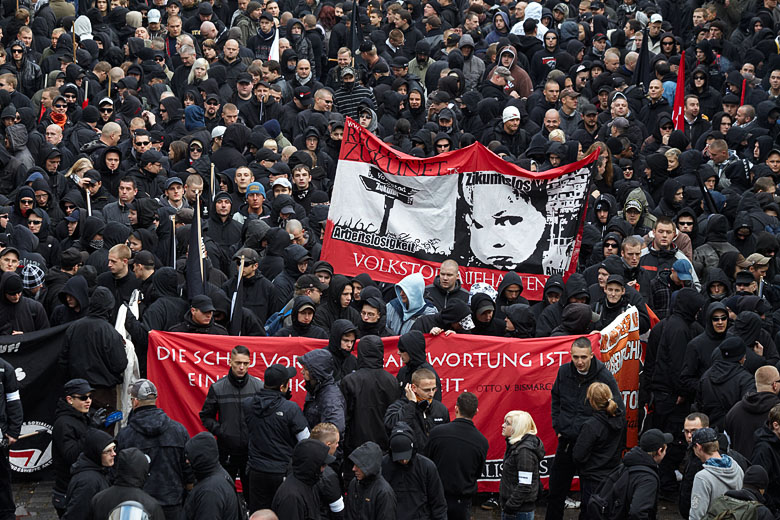
ネオナチのデモの様子 ドイツ、ライプツィヒ、2009年10月

かつてナチズムが支配したドイツでは第二次世界大戦後はナチズムを非合法化し、ナチズムの肯定及びそれに類する発言は全面的に法令上禁止された。ナチス時代の軍服や武器を一般市民が手に入れることは原則禁止であり、販売も許されない。また、ナチスのシンボルである鉤十字、あるいはそれを彷彿（ほうふつ）させるような図柄を公共の場に掲揚することも禁止されている。
こうした政策は、ドイツ再統一を経て現在のドイツ連邦共和国でも継続されている。ドイツ国家民主党など、ネオナチズム政党が地方議会進出を果たした前例はある。

### イタリアの現状
2019年7月、警察が極右過激組織への捜査の一環として、ネオ・ファシズム政党「新しき力」に関連した容疑者の自宅を捜索したところ、ネオナチのプロパガンダやアドルフ・ヒトラー関連書物のほか空対空ミサイルを含む大量の武器を発見、押収した。
2019年11月28日、警察がネオナチ関係者の一斉摘発を実施。新興組織「国家社会主義イタリア労働者党」のメンバー19人の自宅を捜索し、ナチス・ドイツ旗、アドルフ・ヒトラーの書籍、多数の武器を押収した。

### 外国人襲撃の事例
2007年9月には、外国人や同性愛者やシナゴーグに出入りするユダヤ教徒を次々と襲撃していたネオナチがイスラエルで摘発された。8人のユダヤ人の若者で構成されていたこのネオナチ集団は、アドルフ・ヒトラーの肖像を掲げつつ自宅にナチスの制服や拳銃や爆薬を所持し、自宅から押収されたビデオテープには、ナチス式敬礼を行う彼らの姿や、麻薬中毒者を路上にひざまずかせたうえで『ユダヤ人であること』を詫びるように脅す様子などが映っていた。彼らは旧ソ連からの移民ユダヤ人だった。

## 関連する作品やミュージシャン
「ネオナチ」ではなく「ナチス残党」を扱った作品も含む。

### アニメ・映画
『フォーリング・ダウン』
『ハーケンクロイツ/ネオナチの刻印』
1993年・オーストラリア
『アメリカン・ヒストリーX』
1998年・アメリカ
『クリムゾン・タイド』
『トータル・フィアーズ』
『This is England』
『クレージーの大爆発』
『悪魔島のプリンス 三つ目がとおる』
『ブラジルから来た少年』
『マラソンマン』
『ルパン三世 ハリマオの財宝を追え!!』
『サウダーヂ』
ネオナチそのものではないが、国粋主義と外国人排斥に現状打破を見出そうとする若者（田我流）が登場する。
『狂い咲きサンダーロード』
小林稔侍率いる体制擁護の「スーパー右翼」に反共の戦力として吸収される暴走族に対する主人公（山田辰夫）の反発を描く青春映画。
『勝手にしやがれ!! 英雄計画』
哀川翔・前田耕陽主演のオリジナルビデオ『勝手にしやがれ!!』シリーズ最終作。無為の人生を否定し、「正義」と「街の浄化」を旗印に異質のものを社会から排除しようとする市民運動家（寺島進）が登場する。（監督：黒沢清）
『アイアン・スカイ』
『ブルース・ブラザース』
『希望のかなた』
『アンダーカバー』原題「Imperium」2016年公開。ダニエル・ラドクリフ主演。
『女は二度決断する』

### 小説
『凶気の桜』
ヒキタクニオの2000年の作品。渋谷を舞台に「ネオ・トージョー」と自称して、無秩序な若者達や外国人達への襲撃を繰り返す少年達の顛末を描く。2002年に窪塚洋介主演で映画化もされている（配給：東映）。
『オデッサ・ファイル』
『宇宙船ガリレオ号』
『007 ムーンレイカー』
悪役が元ナチス親衛隊のヒューゴ・ドラックスで、第2次大戦後の冷戦中にイギリスに核ミサイルで攻撃を目論む。
『獣機神曲 超獣機神ダンクーガ』
アニメ『超獣機神ダンクーガ』の後日談小説。メキシコ奥地に潜伏していたネオナチが敵として登場する。

### 漫画
『MONSTER』
『BLACK LAGOON』
『HELLSING』
『スプリガン』
『パタリロ!』
55巻「サンライズ・サンセット」という作品に登場
『エロイカより愛をこめて』
冷戦終了後の20巻以降に登場
『ひっとらぁ伯父サン』
『リングにかけろ（ドイツJr.編）』
続編シリーズ『リングにかけろ2』では海外版購読者を考慮し、ナチスやネオナチを連想させる演出・設定は排除されている
『キャプテン・アメリカ』
『ビッグX』
『潜水艦スーパー99』
『サイボーグ009』
初期のエピソードに、新（）ナチスという組織が登場した
『ゴルゴ13』
10巻、52巻、53巻等に大規模なナチス残党組織が登場
『リトルコップ』
「武力によってのみしか日本の正義は守られない」という信念を持った警視庁の元刑事が結成した私設軍隊が登場する。
『新・旭日の艦隊』
コミック版のみに登場
『ムダヅモ無き改革』
『テコンダー朴』

### ゲーム
『ソニックブーム』
『アカツキ電光戦記』
『Dies irae -Also sprach Zarathustra-』

### ロック音楽

#### バンド
ハードコア・パンクやブラック・メタルのバンドが多い。他にもヘイト・コアやRAC、NSBM、ホワイト・パワー・ミュージックなどのジャンル名がある。
- アブサード（“不条理”、ドイツ）
- Blue Eyed Devils（“碧眼の悪魔”、アメリカ合衆国）
- Blood And Honour（“血と名誉”[注 1]、イギリス）
- Hate for Breakfast（“朝食に憎悪を”、イタリア）
- Hate Forest(“憎悪の森”、ウクライナ）
- Hate Society（“憎悪協会”、ドイツ）
- Kill Baby,Kill!（“殺せ、殺せ！”ベルギー）
- Landser（“国防軍”、ドイツ）
- ノクターナル・モルトゥム（ウクライナ）
- No Remorse（“後悔しない” “自分を責めるな”、イギリス）
- Skrewdriver（“ねじ回し”、イギリス）
- Ultima Thule（“極限”、スウェーデン）
- プルシアン・ブルー（アメリカ合衆国）
- トンプソン（クロアチア）

#### 楽曲
- ストラトヴァリウス -  『第四帝国』